# Otrantský průliv
Otrantský průliv (italsky Canale d'Otranto, albánsky Kanali i Otrantos) je průliv mezi Apeninským a Balkánským poloostrovem, který spojuje Jaderské a Jónské moře. Západní břeh náleží Itálii a východní Albánii.
V nejužším místě mezi městy Otranto v Itálii a Vlora v Albánii je široký 75 km. Maximálně je hluboký 850 m.

## Historie
V roce 1480 se přes průliv přeplavila osmanská vojska ve snaze obsadit Apeninský poloostrov a připojit ho k Turecku. Invaze byla neúspěšná. Během dějin měl průliv strategický význam. Pro Rakousko-Uhersko byl životně důležitým koridorem pro přístup do Středozemního moře. Proto v první světové válce země Dohody zablokovaly průliv mezi Brindisi a ostrovem Korfu. Blokáda měla zabránit Rakousko-uherskému námořnictvu v účasti v bojových operacích ve Středomoří. Potopen zde byl také dreadnought SMS Szent István rakousko-uherského námořnictva.
Po roce 1991, kdy v Albánii došlo k změně politického uspořádání, se stal průliv místem cest imigrantů z Albánie do Itálie. V letech 1997 a 2004 zahynula téměř stovka Albánců při pokusech překonat průliv a nezákonně vstoupit do Itálie.